# Ohiacoccus cryptus
Ohiacoccus cryptus är en insektsart som beskrevs av John Wyman Beardsley 1971. 
Ohiacoccus cryptus ingår i släktet Ohiacoccus och familjen ullsköldlöss. Inga underarter finns listade i Catalogue of Life.